# São José do Sobradinho
São José do Sobradinho é um distrito do município de Boa Esperança, no Espírito Santo. O distrito possui  cerca de 2 100 habitantes e está situado na região norte do município.